# Trần Quang Bình
Trần Quang Bình (1946 – 11 tháng 2 năm 2021) là Trung tướng Công an nhân dân Việt Nam. Ông từng giữ chức vụ Tổng cục trưởng Tổng cục Tình báo, Bộ Công an (Việt Nam).

## Tiểu sử
Ông sinh năm 1946 tại xã Nhân Hòa.
Ngày 9 tháng 1 năm 2005, ông được Chủ tịch nước Việt Nam Trần Đức Lương ký quyết định thăng quân hàm từ Thiếu tướng lên Trung tướng Công an nhân dân.
Năm 2005, ông là Trung tướng Công an nhân dân Việt Nam, Tổng cục trưởng Tổng cục Tình báo, Bộ Công an (Việt Nam).
Tính đến năm 2005, ông đã có hơn 40 năm phục vụ trong lực lượng tình báo công an nhân dân.
Từ ngày 1 tháng 12 năm 2007, ông nghỉ hưu theo chế độ theo quyết định của Thủ tướng Chính phủ Việt Nam Nguyễn Tấn Dũng (quyết định số 1081/QĐ-TTg, ngày ngày 21 tháng 8 năm 2007).

## Gia đình
Ông có hai con cũng tham gia lực lượng tình báo công an nhân dân.
Ông là bố vợ của Bộ trưởng Bộ Giáo dục và Đào tạo Phùng Xuân Nhạ.
Ông có con trai là Trần Quang Hùng.

## Cuối đời
Tháng 1 năm 2021, Đảng ủy Công an Trung ương, Bộ Công an đã tổ chức trọng thể lễ mừng thọ 75 tuổi để ghi nhận những đóng góp của ông cho đảng và nhà nước. Nhưng chỉ 1 tháng sau lễ mừng thọ 75 tuổi, ông đột ngột qua đời vào lúc 9h10 ngày 11/02/2021.

## Phong tặng

### Lịch sử thụ phong quân hàm
- Thiếu tướng Công an nhân dân Việt Nam
- Trung tướng Công an nhân dân Việt Nam (9/1/2005)

### Huân huy chương
- Huân chương Quân công hạng Nhì (phó thủ tướng Nguyễn Sinh Hùng trao ngày 25 tháng 5 năm 2010)[5]